# Teresa, Que Esperava as Uvas
Teresa, que esperava as Uvas é um livro de contos da escritora brasileira Monique Revillion, publicado em 2006.
Segundo a própria autora, o livro trata de "temas universais", como amor, sexo, amizade, velhice, encontros e desencontros. Na apresentação da obra o escritor Luís Fernando Verissimo compara o estilo de Revillion ao de Clarice Lispector, pela "mesma capacidade de erigir um universo de significados em cima de uma banalidade, (...) a mesma maneira de rodear o inexprimível tentando penetrá-lo por vários lados, não conseguindo, mas brilhantemente".
Em agosto de 2010, o jornal Folha de S. Paulo divulgou que o Ministério da Educação distribuiu 11 mil exemplares do livro para bibliotecas de colégios de rede pública, causando polêmica entre educadores que criticaram as cenas de forte violência narradas pela obra, ao passo que o ministério, a editora e a autora defenderam a importância da reflexão sobre o assunto pelos jovens.